# Distrito de Ghazipur
Ghazipur (en hindi; ग़ाज़ीपुर ज़िला, urdu; غازیپور ضلع) es un distrito de India en el estado de Uttar Pradesh. Código ISO: IN.UP.GP.
Comprende una superficie de 3 384 km².
El centro administrativo es la ciudad de Ghazipur. Dentro del distrito se encuentran las localidades de Bahadurganj yJangipur.

## Demografía
Según censo 2011 contaba con una población total de 3 622 727 habitantes.